# Conus peronianus
Conus peronianus é uma espécie de gastrópode do gênero Conus, pertencente a família Conidae.